# Étienne Morel de Chédeville
Pour les articles homonymes, voir Morel et Chédeville.
Étienne Morel, dit Morel de Chédeville, né à Paris le 11 janvier 1747 et mort dans l'ancien 2earrondissement de Paris le 13 juillet 1814, est un dramaturge et librettiste français.

## Œuvres
- 1782 : Thésée, tragédie lyrique en trois actes, musique de François-Joseph Gossec, à l'Académie Royale de Musique (1er mars)
- 1784 : La Caravane du Caire, ou l'Heureux esclavage, opéra en trois actes, musique d'André Grétry, à l'Académie Royale de Musique (13 janvier)
- 1786 : Thémistocle, tragédie lyrique en trois actes, musique de François-André Danican Philidor, à l'Académie Royale de Musique (23 mai)
- 1789 : Aspasie, opéra en trois actes, musique d'André Grétry, à l'Académie Royale de Musique (17 mars)
- 1793 : Alexandre aux Indes, opéra en trois actes, musique de Nicolas-Jean Lefroid de Méreaux, à l'Académie Royale de Musique (26 août)
- 1785 : Panurge dans l'île des Lanternes, comédie lyrique en trois actes, musique d'André Grétry, à l'Académie Royale de Musique (25 janvier)
- 1801 : Les Mystères d'Isis, opéra en quatre actes, musique de Ludwig Wenzel Lachnith d'après la Flûte enchantée et autres opéras de Mozart, au Théâtre de la République et des Arts (20 août)
- 1802 : Tamerlan, opéra en quatre actes, livret de Morel de Chédeville d'après l'Orphelin de la Chine de Voltaire, musique de Peter von Winter; à l'Opéra de Paris (14 septembre)
- 1803 : Saül, oratorio en action, livret de Morel de Chédeville, Jean-Marie Deschamps et Jean-Baptiste-Denis Despré, musique de Christian Kalkbrenner et Ludwig Lachnith
- 1804 : Le Pavillon du Calife, ou Almanzor et Zobéide, opéra en deux actes, musique de Nicolas Dalayrac, à l'Opéra de Paris (20 avril)
- 1813 : Le Laboureur chinois, opéra en un acte, livret de Morel de Chédeville, Jean-Marie Deschamps et Jean-Baptiste-Denis Despré, musique de Henri-Montan Berton sur des airs de Haydn et Mozart.